# 差波優人
差波 優人（さしなみ ゆうと、1993年6月28日 - ）は、青森県八戸市出身の元サッカー選手。ポジションはMF。

## 来歴
青森山田中学高等学校から明治大学を経て、2016年にベガルタ仙台に加入した。
2017年8月にグルージャ盛岡に期限付き移籍。
2017年12月28日にカターレ富山に期限付き移籍することが発表された。
2019年1月5日にベガルタ仙台、カターレ富山共に契約満了を発表。
2019年はクロアチアのNK BSKベリツァ（1.ŽNLメジムリェ）でプレー。2019年8月、地元八戸市のヴァンラーレ八戸へ移籍した。2019年11月29日、契約満了により八戸を退団した。
2020年1月31日にJFLの東京武蔵野シティFCに移籍。
2021年、地元のラインメール青森FCに完全移籍。
2022年末でラインメール青森を退団。2023年2月に現役引退し、ベガルタ仙台のアカデミースタッフに就任した。

## 所属クラブ
- 中居林SSS
- 青森山田中学校
- 青森山田高等学校
- 明治大学
- 2016年 - 2018年  ベガルタ仙台
  - 2017年8月 - 2018年1月  グルージャ盛岡 (期限付き移籍)
  - 2018年2月 - 2019年1月  カターレ富山 (期限付き移籍)
- 2019年  NK BSKベリツァ（クロアチア語版）
- 2019年8月 - 12月  ヴァンラーレ八戸
- 2020年  東京武蔵野シティFC
- 2021年 - 2022年  ラインメール青森FC

## 個人成績
| 国内大会個人成績 | 国内大会個人成績 | 国内大会個人成績 | 国内大会個人成績 | 国内大会個人成績               | 国内大会個人成績 | 国内大会個人成績 | 国内大会個人成績 | 国内大会個人成績 | 国内大会個人成績 | 国内大会個人成績 | 国内大会個人成績 |
| 年度             | クラブ           | 背番号           | リーグ           | リーグ戦                       | リーグ戦         | リーグ杯         | リーグ杯         | オープン杯       | オープン杯       | 期間通算         | 期間通算         |
| 年度             | クラブ           | 背番号           | リーグ           | 出場                           | 得点             | 出場             | 得点             | 出場             | 得点             | 出場             | 得点             |
| 日本             | 日本             | 日本             | 日本             | リーグ戦                       | リーグ戦         | リーグ杯         | リーグ杯         | 天皇杯           | 天皇杯           | 期間通算         | 期間通算         |
| ---------------- | ---------------- | ---------------- | ---------------- | ------------------------------ | ---------------- | ---------------- | ---------------- | ---------------- | ---------------- | ---------------- | ---------------- |
| 2016             | 仙台             | 24               | J1               | 0                              | 0                | 3                | 0                | 0                | 0                | 3                | 0                |
| 2017             | 仙台             | 24               | J1               | 0                              | 0                | 0                | 0                | 0                | 0                | 0                | 0                |
| 2017             | 盛岡             | 28               | J3               | 15                             | 0                | -                | -                | -                | -                | 15               | 0                |
| 2018             | 富山             | 6                | J3               | 31                             | 3                | -                | -                | 2                | 0                | 33               | 3                |
| クロアチア       | クロアチア       | クロアチア       | クロアチア       | リーグ戦                       | リーグ戦         | リーグ杯         | リーグ杯         | オープン杯       | オープン杯       | 期間通算         | 期間通算         |
| 2019             | ベリツァ         |                  | 1.ŽNLメジムリェ  |                                |                  |                  |                  |                  |                  |                  |                  |
| 日本             | 日本             | 日本             | 日本             | リーグ戦                       | リーグ戦         | リーグ杯         | リーグ杯         | 天皇杯           | 天皇杯           | 期間通算         | 期間通算         |
| 2019             | 八戸             | 17               | J3               | 14                             | 1                | -                | -                | -                | -                | 14               | 1                |
| 2020             | 武蔵野           | 23               | JFL              | 13                             | 1                | -                | -                | 3                | 0                | 16               | 1                |
| 2021             | 青森             | 25               | JFL              | 25                             | 1                | -                | -                | -                | -                | 25               | 1                |
| 2022             | 青森             | 25               | JFL              | 22                             | 1                | -                | -                | -                | -                | 22               | 1                |
| 通算             | 日本             | 日本             | J1               | 0                              | 0                | 3                | 0                | 0                | 0                | 3                | 0                |
| 通算             | 日本             | 日本             | J3               | 60                             | 4                | -                | -                | 2                | 0                | 62               | 4                |
| 通算             | 日本             | 日本             | JFL              | 60                             | 3                | -                | -                | 3                | 0                | 63               | 3                |
| 通算             | クロアチア       | クロアチア       | 1.ŽNLメジムリェ  | \|\|\|\|\|\|\|\|\|\|\|\|\|\|\| |                  |                  |                  |                  |                  |                  |                  |
| 総通算           | 総通算           | 総通算           | 総通算           | \|\|\|\|\|\|\|\|\|\|\|\|\|\|   |                  |                  |                  |                  |                  |                  |                  |

- 公式戦初出場:2016年3月23日 Jリーグヤマザキナビスコカップ 予選リーグ第1節 アルビレックス新潟戦（ユアスタ）
- Jリーグ初ゴール:2018年4月8日 明治安田生命J3リーグ第6節ガンバ大阪U-23戦（富山）

## 代表・選抜歴
- 日本高校サッカー選抜
  - NEXT GENERATION MATCH（2012年）
- 関東大学選抜B
  - デンソーカップチャレンジサッカー（2012年）
- 全日本大学選抜
  - デンソーカップチャレンジサッカー（2014年）
- ユニバーシアード日本代表
  - バックアップメンバー（2015年）[2]

## タイトル

### 個人
- 第90回全国高等学校サッカー選手権大会 優秀選手（2011年）
- 関東大学サッカーリーグ1部 ベストイレブン（2014年）

## 指導歴
- 2023年 - ベガルタ仙台
  - 2023年2月 - スクールコーチ
  - 2024年2月 - アカデミースカウト兼スクールアシスタントコーチ